# West Palm Beach Open Invitational
O West Palm Beach Open Invitational, originalmente West Palm Beach Open, foi um torneio de golfe no calendário do PGA Tour, sempre disputado no West Palm Beach Golf Course, West Palm Beach, Flórida, de 1956 a 1962.

## Campeões

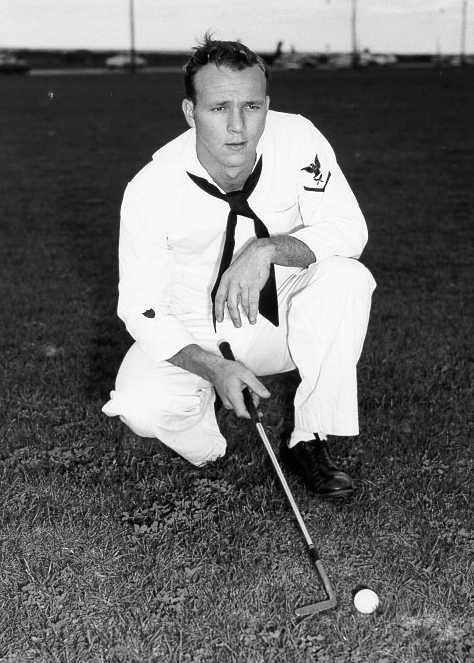
Arnold Palmer (1929 – 2016)

esta lista está provavelmente incompleta
West Palm Beach Open
- 1972 – Wilf Homenuik (não é um evento oficial do PGA Tour)[1]

West Palm Beach Open Invitational
- 1962 – Dave Ragan
- 1961 – Gay Brewer
- 1960 – Johnny Pott
- 1959 – Arnold Palmer
- 1958 – Pete Cooper

West Palm Beach Open
- 1957 – Al Balding
- 1956 – Gardner Dickinson